# Мариновський сільський округ
Мари́новський сільський округ (каз. Мариновка ауылдық округі, рос. Мариновский сельский округ) — адміністративна одиниця у складі Атбасарського району Акмолинської області Казахстану. Адміністративний центр — село Мариновка.
Населення — 2210 осіб (2021; 4128 у 2009, 5101 у 1999, 6069 у 1989).
Станом на 1989 рік існували Адирська сільська рада (село Адир), Мариновська сільська рада (села Мариновка, Митрофановка) та Новоалександровська сільська рада (село Новоалександровка), з 1993 року — Мариновська сільський округ (села Бейса Хазірета, Мариновка) та Новоалександровський сільський округ (село Новоалександровка, селище Адир). Пізніше селище Адир утворило окремий Адирський сільський округ. 2009 року до складу округу увійшла територія ліквідованого Адирського сільського округу (селище Адир).

## Склад
До складу округу входять такі населені пункти:
| Населений пункт        | Колишні назви | Населення, осіб (1989) | Населення, осіб (1999) | Населення, осіб (2009) | Населення, осіб (2021) |
| ---------------------- | ------------- | ---------------------- | ---------------------- | ---------------------- | ---------------------- |
| Адир, станційне селище | -             | 830                    | 770                    | 643                    | 379                    |
| Бейса-хазірета, село   | Митрофановка  | 624                    | 553                    | 461                    | 267                    |
| Мариновка, село        | -             | 4615                   | 3778                   | 3024                   | 1564                   |